# Cerc
Cerc – hiszpańska wieś w Katalonii, w prowincji Lleida, w comarce Alt Urgell, w gminie Alàs i Cerc.
Według danych INE z 2005 roku miejscowość zamieszkiwało 40 osób.